# Neoseiulus perspectus
Neoseiulus perspectus är en spindeldjursart som först beskrevs av Kolodochka 1992.  Neoseiulus perspectus ingår i släktet Neoseiulus och familjen Phytoseiidae. Inga underarter finns listade i Catalogue of Life.